# ホワイトストーン
ホワイトストーン（欧字名:White Stone、1987年4月2日 - 1998年2月4日）は、日本の競走馬、種牡馬。主な勝ち鞍に1990年のセントライト記念、1991年の産経大阪杯、1993年のアメリカジョッキークラブカップ。

## 戦歴

### 3歳～4歳春
ホワイトストーンは1989年6月、札幌競馬場でデビュー。この新馬戦では5着だったが、4ヶ月後の未勝利戦で柴田政人とのコンビで逃げ切り勝ちを収めた。次走の朝日杯3歳ステークスでも柴田が騎乗し、アイネスフウジンの5着と好走、3歳時を終える。
年が明けて4歳になると、ホワイトストーンは1月の京成杯で2着になった後、皐月賞トライアルの弥生賞で3着となり、皐月賞の優先出走権を獲得した。
クラシックの第1弾の皐月賞では、ホワイトストーンは1番人気だったアイネスフウジンとスタート直後に接触し落馬しそうになるというアクシデントが影響して道中かかってしまい、勝ったハクタイセイから0.8秒離れた8着に終わった。
ダービートライアルのNHK杯で3着になり、ダービーの優先出走権を獲得したホワイトストーンは日本ダービーに出走する事になったが、柴田がホワイトストーンと同厩のビッグマウスに騎乗する事になったため、田面木に乗り替わる事になった。レースでは乗り替わりが影響して12番人気だったが、道中後方から直線で鋭く追い込み、レコードタイム（当時）で逃げ切ったアイネスフウジンの3着と好走した。

### 4歳秋
秋初戦となったセントライト記念で再び柴田が騎乗する事になったホワイトストーンは単枠指定の1番人気に応え1着となり、未勝利戦以来の勝利を挙げた。クラシック最終戦の菊花賞では2番人気に推されたが、メジロマックイーンを捉え切れず2着に惜敗した。
ジャパンカップでは5番人気だったが、南半球最強馬ベタールースンアップ、北米の強豪カコイーシーズ、フランスのオードに続き、日本馬で最先着の4着と健闘した。
有馬記念では、ジャパンカップでの好走もあって1番人気に支持されたが、ラストランを勝利で飾ったオグリキャップから約1馬身離れた3着に敗れた（レースに関する詳細については第10回ジャパンカップを参照）。

### 5歳
5歳になったホワイトストーンは産経大阪杯から始動した。鞍上が田面木に戻ったこのレースでは、先行策を採ったのが功を奏し、2着のダイユウサクに1馬身1/4の差をつけて完勝した。だが、春の天皇賞では3番人気に支持されたが6着、宝塚記念でも3番人気になったが4着に敗れた。
秋はオールカマーから復帰したが、このレースでは地方馬のジョージモナークを捉え切れず2着に終わった。続く秋の天皇賞では不良馬場が祟って7着、アルゼンチン共和国杯では1番人気に推されながら、60キロの斤量が堪えて15着と大敗し、この年を終えている。

### 6歳
6歳になったホワイトストーンは鞍上を柴田に戻したが、復帰初戦となった中山記念は3着、連覇を狙った大阪杯では5着と掲示板には載るものの勝てず、京成杯以来のマイル戦となった安田記念ではスピードについていけず9着と惨敗した。
秋はぶっつけで秋の天皇賞に出走したが5着、鞍上が田面木になった福島記念では59.5キロの斤量が祟って9着と惨敗、有馬記念では鞍上を柴田に戻したが、全くいいところなく10着に終わり、この年を終えている。

### 7歳以降
7歳になったホワイトストーンの初戦はアメリカジョッキークラブカップ。このレースで柴田は思い切って逃げる事を選択、この作戦が見事当たり、ホワイトストーンは直線で追い込んできたレガシーワールド以下の追撃を振り切って、1年9ヶ月ぶりの勝利を挙げた。これがホワイトストーンの現役最後の勝利となった。
その後、ホワイトストーンは8歳まで現役を続けたが、GI勝利を挙げる事なく、8歳夏の札幌記念で10着に終わったのを最後に引退した。
ホワイトストーンはデビュー3戦目に朝日杯3歳ステークスに出走してから現役最後のレースとなる札幌記念に出走する前に札幌日経オープンに出走するまで28戦連続して重賞競走に出走していた。

## 競走成績
以下の内容は、netkeiba.comおよびJBISサーチに基づく。
| 競走日     | 競馬場 | 競走名               | 格   | 距離（馬場）  | 頭 数 | 枠 番 | 馬 番 | オッズ （人気） | 着順 | タイム (上り)   | 着差 | 騎手        | 斤量 [kg] | 1着馬（2着馬）         | 馬体重 [kg] | 備考     |
| ---------- | ------ | -------------------- | ---- | ------------- | ----- | ----- | ----- | --------------- | ---- | --------------- | ---- | ----------- | --------- | ---------------------- | ----------- | -------- |
| 1989.06.18 | 札幌   | 3歳新馬              |      | ダ1000m（良） | 10    | 8     | 10    | 002.40（1人）   | 05着 | R1:02.1（37.9） | -1.4 | 0田面木博公 | 53        | インターボイジャー     | 424         |          |
| 0000.11.04 | 東京   | 3歳未勝利            |      | 芝1400m（良） | 12    | 2     | 2     | 002.60（1人）   | 01着 | R1:23.4（47.7） | -0.4 | 0柴田政人   | 54        | （カシミールダンサー） | 432         |          |
| 0000.12.17 | 中山   | 朝日杯3歳S           | GI   | 芝1600m（良） | 15    | 6     | 10    | 007.20（4人）   | 05着 | R1:35.3（36.4） | -0.9 | 0柴田政人   | 54        | アイネスフウジン       | 434         |          |
| 1990.01.14 | 中山   | 京成杯               | GIII | 芝1600m（良） | 9     | 2     | 2     | 003.70（2人）   | 02着 | R1:35.5（36.0） | -0.3 | 0柴田政人   | 55        | ノーモアスピーディ     | 438         |          |
| 0000.03.04 | 中山   | 弥生賞               | GII  | 芝2000m（不） | 14    | 2     | 3     | 013.80（5人）   | 03着 | R2:05.6（38.7） | -0.2 | 0柴田政人   | 55        | メジロライアン         | 436         |          |
| 0000.04.15 | 中山   | 皐月賞               | GI   | 芝2000m（良） | 18    | 2     | 3     | 017.40（9人）   | 08着 | R2:03.0（37.2） | -0.2 | 0柴田政人   | 57        | ハクタイセイ           | 436         |          |
| 0000.05.06 | 東京   | NHK杯                | GII  | 芝2000m（良） | 16    | 1     | 1     | 005.30（2人）   | 03着 | R2:01.0（36.3） | -0.2 | 0柴田政人   | 56        | ユートジョージ         | 436         |          |
| 0000.05.27 | 東京   | 東京優駿             | GI   | 芝2400m（良） | 22    | 2     | 4     | 037.2（12人）   | 03着 | R2:25.7（35.6） | -0.4 | 0田面木博公 | 57        | アイネスフウジン       | 434         |          |
| 0000.09.23 | 中山   | セントライト記念     | GII  | 芝2200m（良） | 11    | 6     | 6     | 003.00（1人）   | 01着 | R2:13.0（34.6） | -0.7 | 0柴田政人   | 56        | （アサクサキャノン）   | 450         |          |
| 0000.11.04 | 京都   | 菊花賞               | GI   | 芝3000m（重） | 17    | 1     | 1     | 005.40（2人）   | 02着 | R3:06.4（46.8） | -0.2 | 0柴田政人   | 57        | メジロマックイーン     | 450         |          |
| 0000.11.24 | 東京   | ジャパンC            | GI   | 芝2400m（良） | 15    | 2     | 2     | 007.90（5人）   | 04着 | R2:23.4（35.2） | -0.2 | 0柴田政人   | 55        | ベタールースンアップ   | 450         |          |
| 0000.12.23 | 中山   | 有馬記念             | GI   | 芝2500m（良） | 16    | 7     | 13    | 003.30（1人）   | 03着 | R2:34.4（35.4） | -0.2 | 0柴田政人   | 55        | オグリキャップ         | 454         |          |
| 1991.03.31 | 阪神   | 産経大阪杯           | GII  | 芝2000m（稍） | 10    | 6     | 6     | 001.90（1人）   | 01着 | R2:01.5（47.9） | -0.2 | 0田面木博公 | 57        | （ダイユウサク）       | 450         |          |
| 0000.04.28 | 京都   | 天皇賞（春）         | GI   | 芝3200m（良） | 18    | 4     | 8     | 004.60（3人）   | 06着 | R3:19.5（48.1） | -0.7 | 0田面木博公 | 58        | メジロマックイーン     | 450         |          |
| 0000.06.09 | 京都   | 宝塚記念             | GI   | 芝2200m（良） | 10    | 3     | 3     | 004.70（3人）   | 04着 | R2:14.2（48.3） | -0.6 | 0田面木博公 | 56        | メジロライアン         | 444         |          |
| 0000.09.15 | 中山   | オールカマー         | GIII | 芝2200m（稍） | 14    | 1     | 1     | 001.50（1人）   | 02着 | R2:12.5（35.6） | -0.1 | 0田面木博公 | 57        | ジョージモナーク       | 450         |          |
| 0000.10.27 | 東京   | 天皇賞（秋）         | GI   | 芝2000m（不） | 18    | 2     | 4     | 004.80（2人）   | 07着 | R2:04.3（38.8） | -0.4 | 0田面木博公 | 58        | プレクラスニー         | 458         | [ 注 1 ] |
| 0000.11.17 | 東京   | アルゼンチン共和国杯 | GII  | 芝2500m（良） | 16    | 8     | 15    | 003.10（1人）   | 15着 | R2:34.4（38.2） | -1.8 | 0田面木博公 | 60        | ヤマニングローバル     | 458         |          |
| 1992.03.15 | 中山   | 中山記念             | GII  | 芝1800m（良） | 12    | 5     | 6     | 004.00（3人）   | 03着 | R1:48.9（34.9） | -0.4 | 0柴田政人   | 58        | ダイナマイトダディ     | 456         |          |
| 0000.04.05 | 阪神   | 産経大阪杯           | GII  | 芝2000m（良） | 8     | 1     | 1     | 010.20（3人）   | 05着 | R2:07.0（47.9） | -0.7 | 0柴田政人   | 58        | トウカイテイオー       | 456         |          |
| 0000.05.17 | 東京   | 安田記念             | GI   | 芝1600m（良） | 18    | 2     | 4     | 013.90（6人）   | 09着 | R1:34.7（36.9） | -0.9 | 0柴田政人   | 57        | ヤマニンゼファー       | 456         |          |
| 0000.11.01 | 東京   | 天皇賞（秋）         | GI   | 芝2000m（良） | 18    | 5     | 10    | 022.80（6人）   | 05着 | R1:59.1（36.9） | -0.5 | 0柴田政人   | 58        | レッツゴーターキン     | 454         |          |
| 0000.11.22 | 福島   | 福島記念             | GIII | 芝2000m（良） | 14    | 7     | 11    | 001.50（1人）   | 05着 | R2:02.9（37.6） | -0.8 | 0田面木博公 | 59.5      | アラシ                 | 454         |          |
| 0000.12.27 | 中山   | 有馬記念             | GI   | 芝2500m（良） | 16    | 1     | 2     | 022.40（6人）   | 10着 | R2:34.5（35.4） | -1.0 | 0柴田政人   | 56        | メジロパーマー         | 460         |          |
| 1993.01.24 | 中山   | AJCC                 | GII  | 芝2200m（稍） | 9     | 1     | 1     | 012.50（6人）   | 01着 | R2:15.0（36.7） | -0.4 | 0柴田政人   | 57        | （レガシーワールド）   | 464         |          |
| 0000.09.19 | 中山   | オールカマー         | GIII | 芝2200m（良） | 13    | 8     | 13    | 014.50（6人）   | 04着 | R2:13.6（36.0） | -1.0 | 0柴田政人   | 56        | ツインターボ           | 454         |          |
| 0000.10.31 | 東京   | 天皇賞（秋）         | GI   | 芝2000m（良） | 17    | 7     | 14    | 010.60（4人）   | 08着 | R1:59.8（36.1） | -0.9 | 0柴田政人   | 58        | ヤマニンゼファー       | 452         |          |
| 0000.11.20 | 東京   | アルゼンチン共和国杯 | GII  | 芝2500m（良） | 17    | 5     | 9     | 008.70（3人）   | 16着 | R2:38.5（42.3） | -5.9 | 0柴田政人   | 59        | ムッシュシェクル       | 450         |          |
| 0000.12.26 | 中山   | 有馬記念             | GI   | 芝2500m（良） | 14    | 5     | 7     | 039.1（12人）   | 14着 | R2:34.8（39.0） | -3.9 | 0田面木博公 | 56        | トウカイテイオー       | 460         |          |
| 1994.01.23 | 中山   | AJCC                 | GII  | 芝2200m（良） | 14    | 3     | 3     | 023.90（7人）   | 10着 | R2:15.1（36.4） | -1.0 | 0田面木博公 | 58        | マチカネタンホイザ     | 460         |          |
| 0000.06.12 | 札幌   | 札幌日経オープン     | OP   | 芝1800m（良） | 12    | 4     | 4     | 003.10（2人）   | 03着 | R1:47.6（35.4） | -0.4 | 0田面木博公 | 56        | ホクトベガ             | 456         |          |
| 0000.07.03 | 札幌   | 札幌記念             | GIII | 芝2000m（良） | 13    | 4     | 5     | 005.90（2人）   | 10着 | R2:02.0（36.5） | -1.1 | 0田面木博公 | 57.5      | ホクトベガ             | 454         |          |

## 引退後
ホワイトストーンは1995年に種牡馬入りしたが、1998年に小腸癒着のため、12歳の若さで死亡した。残した産駒の中から2000年の東京王冠賞を制したアローウィナーが出ている。

## 血統表
| ホワイトストーンの血統      | ホワイトストーンの血統                      | ホワイトストーンの血統 | （血統表の出典）      | （血統表の出典）      |
| 父系                        | フォルティノ系                              | フォルティノ系         | フォルティノ系        |                       |
| 父 シービークロス 1975 芦毛 | 父の父*フォルティノ Fortino 1959 芦毛       | Grey Sovereign         | Nasrullah             | Nasrullah             |
| 父 シービークロス 1975 芦毛 | 父の父*フォルティノ Fortino 1959 芦毛       | Grey Sovereign         | Kong                  |                       |
| 父 シービークロス 1975 芦毛 | 父の父*フォルティノ Fortino 1959 芦毛       | Ranavalo               | Relic                 | Relic                 |
| 父 シービークロス 1975 芦毛 | 父の父*フォルティノ Fortino 1959 芦毛       | Ranavalo               | Navarra               |                       |
| 父 シービークロス 1975 芦毛 | 父の母ズイショウ 1968 芦毛                  | *パーソロン            | Milesian              | Milesian              |
| 父 シービークロス 1975 芦毛 | 父の母ズイショウ 1968 芦毛                  | *パーソロン            | Paleo                 |                       |
| 父 シービークロス 1975 芦毛 | 父の母ズイショウ 1968 芦毛                  | キムラス               | *タークスリライアンス | *タークスリライアンス |
| 父 シービークロス 1975 芦毛 | 父の母ズイショウ 1968 芦毛                  | キムラス               | *ローヤルディール     |                       |
| 母 ワイングラス 1983 鹿毛   | 母の父*ナイスダンサー Nice Dancer 1969 鹿毛 | Northern Dancer        | Nearctic              | Nearctic              |
| 母 ワイングラス 1983 鹿毛   | 母の父*ナイスダンサー Nice Dancer 1969 鹿毛 | Northern Dancer        | Natalma               |                       |
| 母 ワイングラス 1983 鹿毛   | 母の父*ナイスダンサー Nice Dancer 1969 鹿毛 | Nice Princess          | Le Beau Prince        | Le Beau Prince        |
| 母 ワイングラス 1983 鹿毛   | 母の父*ナイスダンサー Nice Dancer 1969 鹿毛 | Nice Princess          | Happy Night           |                       |
| 母 ワイングラス 1983 鹿毛   | 母の母ワインカラー 1978 鹿毛                | *フジオンワード        | Ribot                 | Ribot                 |
| 母 ワイングラス 1983 鹿毛   | 母の母ワインカラー 1978 鹿毛                | *フジオンワード        | Riji                  |                       |
| 母 ワイングラス 1983 鹿毛   | 母の母ワインカラー 1978 鹿毛                | クニハヤヒメ           | ヒカルメイジ          | ヒカルメイジ          |
| 母 ワイングラス 1983 鹿毛   | 母の母ワインカラー 1978 鹿毛                | クニハヤヒメ           | 雪姫                  |                       |
| 母系(F-No.)                 | パプース系(FN:5-a)                          | パプース系(FN:5-a)     | パプース系(FN:5-a)    | [ § 2 ]               |
| 5代内の近親交配             | Nearco 5×5                                  | Nearco 5×5             | Nearco 5×5            | [ § 3 ]               |
| 出典                        | 1. 2. 3.                                    | 1. 2. 3.               | 1. 2. 3.              | 1. 2. 3.              |